# Liste der Baudenkmale in Althüttendorf
Die Liste der Baudenkmale in Althüttendorf enthält alle denkmalgeschützten Gebäude der brandenburgischen Gemeinde Althüttendorf und ihrer Ortsteile. Grundlage ist die Landesdenkmalliste mit dem Stand vom 31. Dezember 2021. Die Bodendenkmale sind in der Liste der Bodendenkmale in Althüttendorf aufgeführt.

## Baudenkmale in den Ortsteilen
In den Spalten befinden sich folgende Informationen:
- ID-Nr.: Die Nummer wird vom Brandenburgischen Landesamt für Denkmalpflege vergeben. Ein Link hinter der Nummer führt zum Eintrag über das Denkmal in der Denkmaldatenbank. In dieser Spalte kann sich zusätzlich das Wort Wikidata befinden, der entsprechende Link führt zu Angaben zu diesem Denkmal bei Wikidata.
- Lage: die Adresse des Denkmales und die geographischen Koordinaten. Link zu einem Kartenansichtstool, um Koordinaten zu setzen. In der Kartenansicht sind Denkmale ohne Koordinaten mit einem roten beziehungsweise orangen Marker dargestellt und können in der Karte gesetzt werden. Denkmale ohne Bild sind mit einem blauen bzw. roten Marker gekennzeichnet, Denkmale mit Bild mit einem grünen beziehungsweise orangen Marker.
- Bezeichnung: Bezeichnung in den offiziellen Listen des Brandenburgischen Landesamtes für Denkmalpflege. Ein Link hinter der Bezeichnung führt zum Wikipedia-Artikel über das Denkmal.
- Beschreibung: die Beschreibung des Denkmales
- Bild: ein Bild des Denkmales und gegebenenfalls einen Link zu weiteren Fotos des Baudenkmals im Medienarchiv Wikimedia Commons

### Althüttendorf
| ID-Nr.            | Lage                                   | Bezeichnung                                                                                    | Beschreibung | Bild           |
| ----------------- | -------------------------------------- | ---------------------------------------------------------------------------------------------- | --- | -------------- |
| 09175559 Wikidata | (Lage)                                 | Kirche                                                                                         | Die evangelische Kirche wurde in den Jahren von 1803 bis 1810 errichtet.                                                                    | weitere Bilder |
| 09175815          | Dorfstraße 19 (Lage)                   | Backofen                                                                                       | Backhaus restauriert 2013, gebaut Mitte 19. Jahrhundert                                                                                     | Backofen       |
| 09175613          | Friedrich Baumann Siedlung 1, 2 (Lage) | Bahnhof mit Stationsgebäude, Bahnarbeiterwohnhaus, zwei Nebengebäuden und Kopfsteinpflasterung | Der Bahnhof Althüttendorf wurde im Jahr 1898 eröffnet. Empfangsgebäude und das benachbarte Bahnarbeiterwohnhaus sind heute in Privatbesitz. | weitere Bilder |
| 09175521          | Neugrimnitzer Straße (Lage)            | Bockwindmühle                                                                                  | | Bockwindmühle  |

### Neugrimnitz
| ID-Nr.   | Lage                     | Bezeichnung                                                           | Beschreibung | Bild                                                                  |
| -------- | ------------------------ | --------------------------------------------------------------------- | ------------ | --------------------------------------------------------------------- |
| 09175507 | (Lage)                   | Grabstelle für Johann Samuel Mehrling, auf dem Friedhof               |              | Grabstelle für Johann Samuel Mehrling, auf dem Friedhof               |
| 09175508 | Neue Dorfstraße (Lage)   | Spritzenhaus und Einfriedungsmauer der königlichen Domäne Neugrimnitz |              | Spritzenhaus und Einfriedungsmauer der königlichen Domäne Neugrimnitz |
| 09175107 | Neue Dorfstraße 2 (Lage) | Gärtnerwohnhaus                                                       |              | Gärtnerwohnhaus                                                       |